# Platja de Llevant (Benidorm)

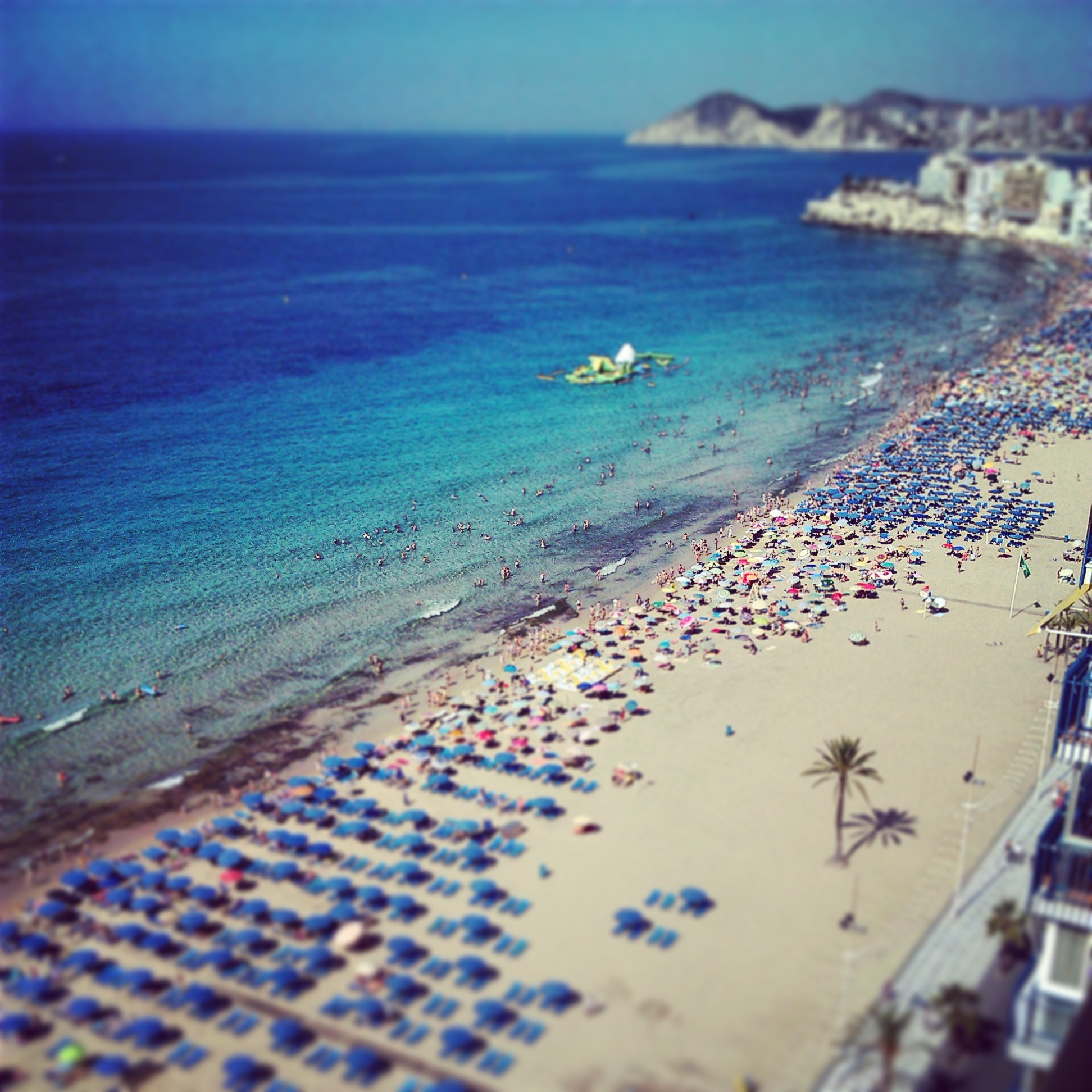
La platja de Llevant vista des d'un edifici.

La platja de Llevant, antigament anomenada platja de la Xanca, és una platja situada a Benidorm. Té 2 quilòmetres de llargada i 75 metres d'amplada en la zona més ampla.
Aquesta platja gaudeix de la bandera blava.
Entre els serveis que ofereix, podem destacar les àrees de joc per a infants, els serveis de socorrisme, el lloguer d'hamaques i para-sols, l'existència de papereres i servei de neteja nocturn, l'esquí aquàtic amb cable i les plataformes flotants. Fins i tot compta amb una biblioteca, la "Biblioplaya".
Quant a les activitats nocturnes, el passeig de Llevant (Avinguda d'Alcoi) alberga una gran quantitat de discoteques, terrasses i pubs que conformen una de les zones d'oci més freqüentades de la localitat.

## Història
En la primera dècada del segle xx, en aquesta platja van començar a construir-se els primers establiments hotelers i pensions. Diverses famílies burgeses d'Alcoi van construir els primers xalets a prop de la platja.
A partir del primer pla general d'ordenació urbana de Pedro Zaragoza (1956), aquests edificis de baixa altura es començaren a convertir en gratacels. La platja de Llevant va ser la primera de les zones que es va urbanitzar.
Anteriorment, la platja de Llevant es coneixia com a platja de la Xanca, perquè s'hi trobava el magatzem de l'almadrava (anomenat xanca).